# Bob Latta

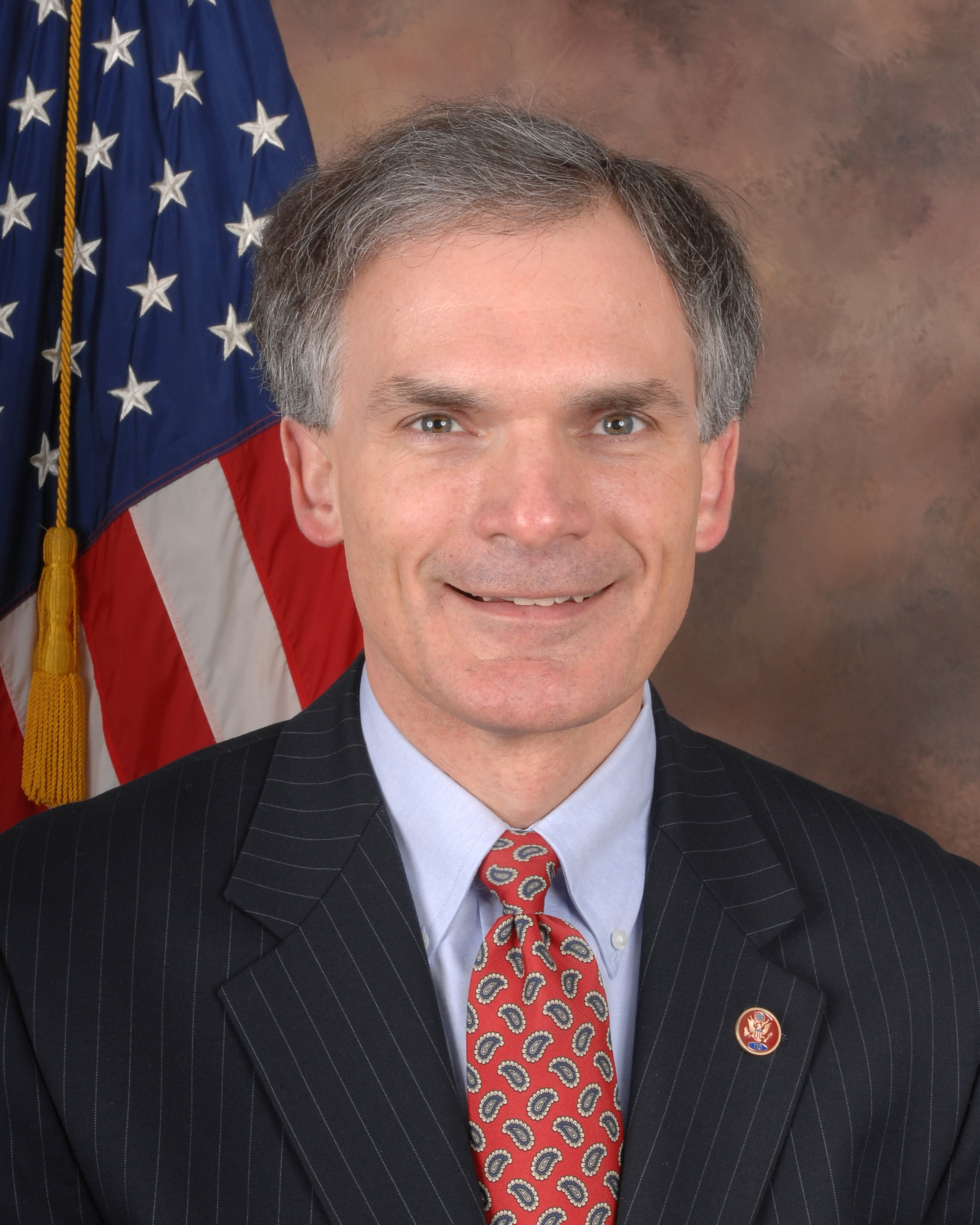
Bob Latta

Robert Edward "Bob" Latta, född 18 april 1956 i Bluffton, Ohio, är en amerikansk republikansk politiker. Han representerar delstaten Ohios femte distrikt i USA:s representanthus sedan 13 december 2007.
Latta avlade 1978 grundexamen vid Bowling Green University och 1981 juristexamen vid Toledo University i Toledo, Ohio. Han inledde sedan sin karriär som advokat i nordvästra Ohio.
Kongressledamoten Paul Gillmor hittades död den 5 september 2007. Dödsfallet konstaterades som en olyckshändelse; Gillmor hade fallit nerför en trappa och omkommit. Latta vann fyllnadsvalet och efterträdde Gillmor i representanthuset.
Latta är katolik. Han och hustrun Marcia har två döttrar. Fadern Del Latta var kongressledamot 1959-1989.